# Le Vauroux

Le Vauroux este o comună în departamentul Oise, Franța. În 1 ianuarie 2022 avea o populație de 500 de locuitori.